# Kriegsgräberstätte Guebwiller

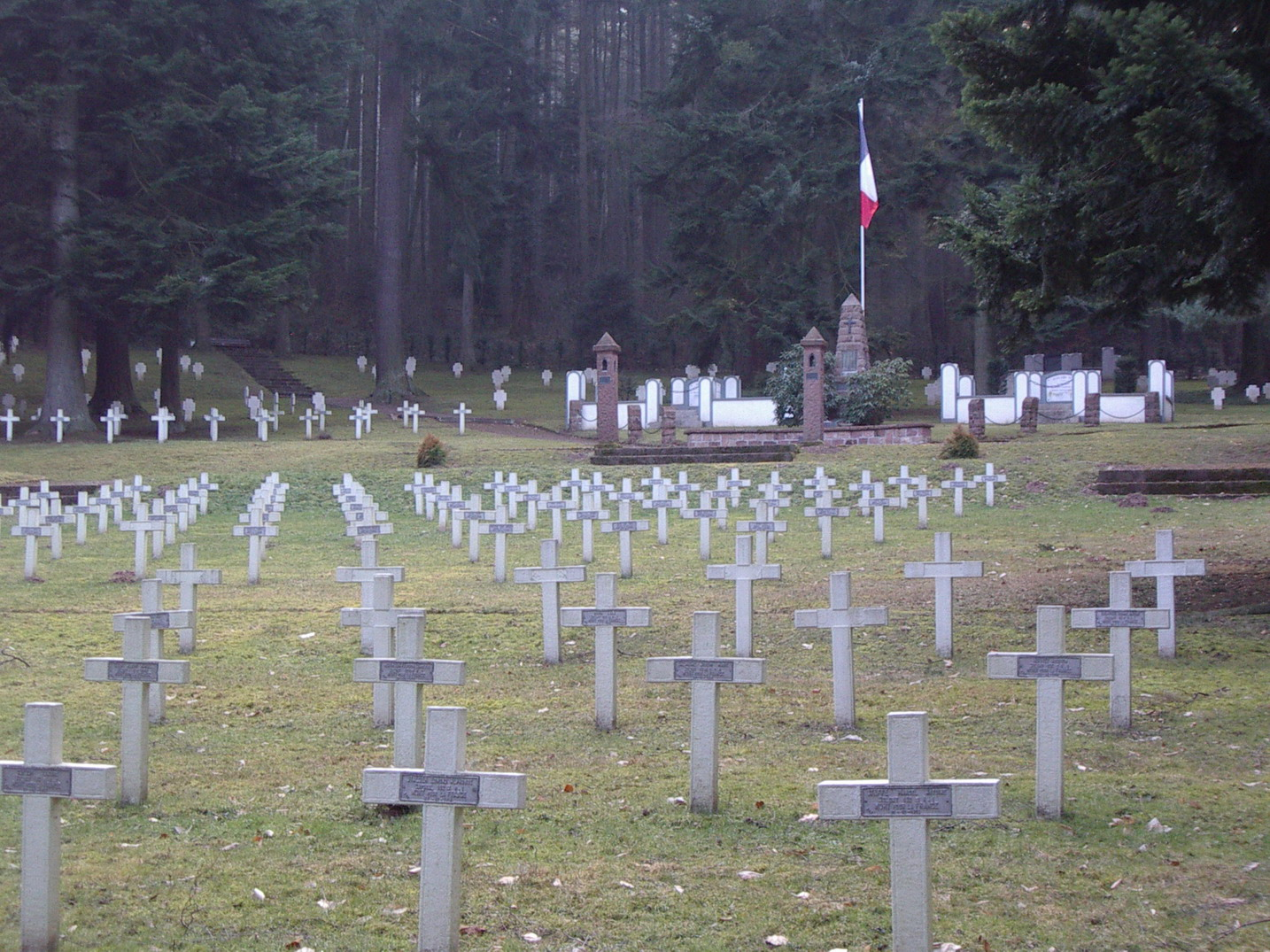
Französischer und deutscher Soldatenfriedhof (1. und 2. Weltkrieg) in Guebwiller, Elsass, Frankreich: französische Gräber

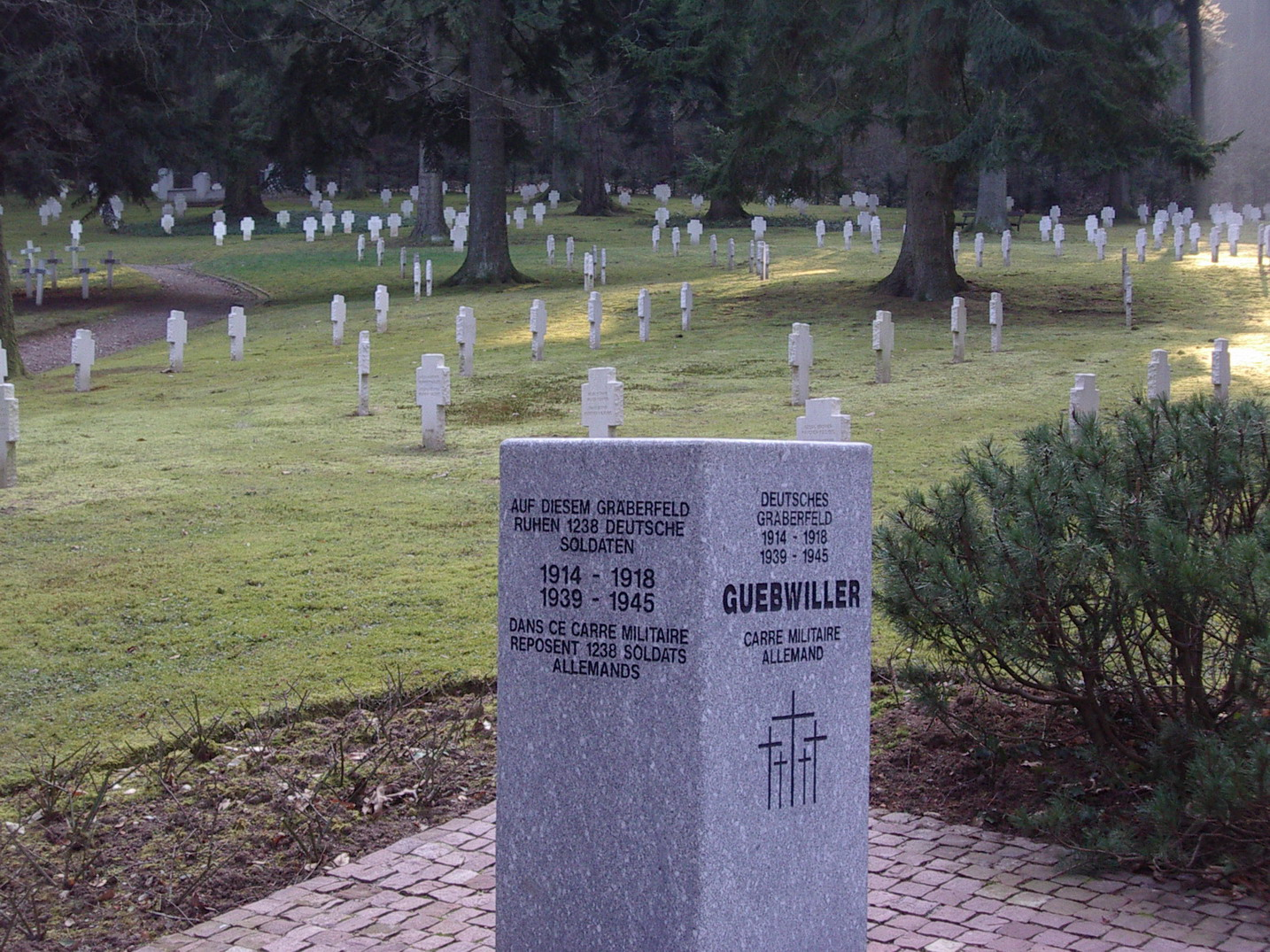
Französischer & deutscher Soldatenfriedhof (1. und 2. Weltkrieg) in Guebwiller, Elsass, Frankreich: deutsches Gräberfeld

Die Kriegsgräberstätte Guebwiller im Département Haut-Rhin (in Französisch: Nécropole nationale de Waldmatt) ist ein Soldatenfriedhof für 1.063 deutsche und 443 französische Kriegstote des Ersten Weltkriegs sowie 175 deutsche Kriegstote des Zweiten Weltkriegs in Guebwiller, Frankreich.

## Lage
Der Friedhof liegt im Elsass etwa 20 Kilometer nordwestlich von Mulhouse. In Guebwiller liegt er westlich am Ortsrand an der Rue du Vieil Armand.

## Die Toten
Die deutschen Toten des Ersten Weltkriegs stammen aus den ersten Grenzgefechten, aus Kämpfen Ende August 1914 und Mitte Januar 1915 um den Vogesenkamm, aus Kämpfen im Jahr 1915 und Anfang 1916 um den Hartmannsweilerkopf und den Hirzstein sowie aus dem nachfolgenden Stellungskrieg bis Kriegsende 1918. Die Toten aus sechs angrenzenden Ortsbereichen wurden bereits nach dem Ersten Weltkrieg von den französischen Militärbehörden aus provisorischen Gräbern hierher umgebettet. Die Gräber der jüdischen verstorbenen Soldaten sind durch Grabstelen gekennzeichnet.
Die deutschen Toten des Zweiten Weltkriegs starben bei der Verteidigung des Vogesenkammes und an Verwundungen in Lazaretten.
Die französischen Toten des Ersten Weltkriegs ruhen in dem Gräberfeld und in zwei Beinhäusern. Darunter befinden sich auch neun russische gestorbene Soldaten. Im Grab 209 ruht der Kopilot Georges Gaillard und daneben der Pilot Aimé Maneval. Ein Gedenkstein erinnert an David Bloch. Aus dem Zweiten Weltkrieg sind sechs französische Soldaten beigesetzt. Aus dem Algerienkrieg ruht hier ein französischer Soldat.

## Die Gräber
Im äußeren Kreis des Friedhofs befinden sich die Gräber der deutschen Soldaten. Sie sind durch gedrungene Kreuze aus Naturstein gekennzeichnet. Im inneren Kreis befinden sich die Gräber der französischen Soldaten. Sie sind durch schlanke Kreuze gekennzeichnet.